# Dunbarton
Dunbarton és una població dels Estats Units a l'estat de Nou Hampshire. Segons el cens del 2000 tenia 2.226 habitants.

## Demografia
Segons el cens del 2000, Dunbarton tenia 2.226 habitants, 814 habitatges, i 648 famílies. La densitat de població era de 27,8 habitants per km².
Dels 814 habitatges en un 39,6% hi vivien nens de menys de 18 anys, en un 73,8% hi vivien parelles casades, en un 3,6% dones solteres, i en un 20,3% no eren unitats familiars. En el 14,1% dels habitatges hi vivien persones soles el 3,2% de les quals corresponia a persones de 65 anys o més que vivien soles. El nombre mitjà de persones vivint en cada habitatge era de 2,73 i el nombre mitjà de persones que vivien en cada família era de 3,03.
Per edats la població es repartia de la següent manera: un 27,5% tenia menys de 18 anys, un 4% entre 18 i 24, un 34,8% entre 25 i 44, un 26,6% de 45 a 60 i un 7,1% 65 anys o més.
L'edat mediana era de 38 anys. Per cada 100 dones de 18 o més anys hi havia 102,6 homes.
La renda mediana per habitatge era de 65.081$ i la renda mediana per família de 67.448$. Els homes tenien una renda mediana de 46.042$ mentre que les dones 31.641$. La renda per capita de la població era de 27.892$. Entorn del 2,3% de les famílies i el 2,8% de la població estaven per davall del llindar de pobresa.